# Enzo Osella
Enzo Osella, dit Le Géomètre de Volpiano, né le 26 août 1939 à Cambiano, est le fondateur d'une écurie de course automobile qui porte son nom, qui s'est notamment engagée en Formule 1 de la saison 1980 à la saison 1990. Les Osella ont participé à 132 GP de Formule 1 pour un total final de 5 points inscrits.

## Historique
Son écurie, Osella, a terminé 13e du championnat des constructeurs en 1982 et 11e de ce championnat en 1984. Toutes les autres saisons se conclurent par un non-classement, faute de point marqué. Jean-Pierre Jarier a marqué 4 points pour son écurie en 1982, Piercarlo Ghinzani et Jo Gartner marquèrent 2 points chacun lors de la saison 1984. Les Osella ont participé à 132 GP pour un total final de 5 points inscrits.
Osella n'a jamais disposé d'un budget lui permettant de concevoir des monoplaces compétitives. Il dut toujours commencer chaque saison avec des monoplaces de la saison précédente, leur évolution se faisant par touches légères, ou ne se faisant pas... Christian Danner fut ainsi obligé de commencer un championnat avec une voiture vieille de 2 ans. Ghinzani obtint même avec sa monoplace « évoluée » des résultats en retrait par rapport à son coéquipier qui disposait d'une voiture de la génération précédente...
Enzo Osella a longtemps pu compter sur l'aide d'Enzo Ferrari pour participer au championnat du monde de F1. Celui-ci contribuait, sur ses deniers propres, à compléter le budget étriqué de son compatriote et ami. La mort du « Commendatore » a précipité la chute de l'écurie d'Enzo Osella qui, exsangue financièrement, dut revendre son écurie à Gabriele Rumi (en), lequel la rebaptisa Fondmetal pour poursuivre l'aventure en F1.
Depuis les années 2000, il est propriétaire d'une petite entreprise de 5 personnes dans la région de Turin qui conçoit des voitures de course en montagne. La structure vend 5-6 voitures par an.

## Complément
L'histoire d'Osella peut être comparée à celle de son compatriote Coloni : Italien lui aussi, il se prénomme Enzo, fonde une écurie engagée sous son patronyme, manque cruellement de moyens, s'entête en championnat sans obtenir de résultats, doit renoncer pour éviter la faillite, revend son équipe à un autre Italien qui la rebaptise Andrea Moda Formula et tente de poursuivre l'aventure en F1 mais abandonne peu après...